# Epimyrma africana
Epimyrma africana är en myrart som beskrevs av Bernard 1948. Epimyrma africana ingår i släktet Epimyrma och familjen myror. IUCN kategoriserar arten globalt som sårbar. Inga underarter finns listade i Catalogue of Life.